# Jezarotes tamanukii
Jezarotes tamanukii là một loài tò vò trong họ Ichneumonidae.